# Balkanoniscus minimus
Balkanoniscus minimus is een pissebed uit de familie Trichoniscidae. De wetenschappelijke naam van de soort is voor het eerst geldig gepubliceerd in 1967 door Vandel.